# Pentatomidae
Os Pentatomídeos (Pentatomidae)  são uma família de insectos, pertencente à ordem dos hemípteros, são heterópteros e contam com antenas formadas por cinco artículos ou segmentos, bem como por um rostro constituído por segmentos.

## Nomes comuns
São comummente conhecidos como fedegosa, fedavelha, fede-fede e percevejo-do-monte.

## Etimologia
No que toca ao nome científico, o nome científico «Pentatomídeos» provém do grego antigo e resulta da aglutinação dos étimos pente (πέντε), que significa «cinco» e tomos (τόμος), que significa «secção; parte ou segmento», em alusão aos 5 segmentos das antenas.
A maioria dos nomes comuns desta família de insectos, por seu turno, giram em torno do étimo «feder», por alusão à capacidade que este insecto tem de exalar mau-cheiro, como mecanismo de defesa, para dissuadir potenciais predadores.

## Descrição

Morfologia dos PentatomídeosA, Cabeça. B, Tórax. C, Abdómen.
1, Cabeça. 2, Antena. 3, Olho. 4, Pronoto. 5, Escutelo. 6, Margem inferior da asa. 6, 7, 8, Hemiélitro. 9, Secção membranosa da asa. 10, Segmentos abdominais. 11, cerdas társicas. 12, Segmentos társicos. 13, Tíbia, 14, Fémur.

Os Pentatomídeos alimentam-se da seiva e demais sucos dos vegetais, caracterizando-se, ainda por emitirem um odor fétido.
Têm um corpo de dimensões médias, com um perfil subpentagonal, sendo certo que também há espécies desta família com perfis de formato ovóide ou oblongo. O dorso é relativamente liso, ao passo que a ventre é convexo. O hábito é tendencialmente uniforme, com colorações que variam do verde ao amarelado e ao acastanhado, se bem que são assaz comuns as espécies com hábitos garridos, inclusive dotados de reflexos metálicos.
A cabeça é relativamente pequena, provida de dois ocelos pequenos, com antenas compostas por 5 artículos. O pronoto é largo e curto, contando ainda com uma margem lateral angulosa.
Os Pentatomídeos distinguem-se dos demais Hemípteros da superfamília Scutelleridea pela seguinte combinação de caracteres: escutelo geralmente plano e estendendo-se até a base da membrana, porém, quando mais desenvolvido, não cobrindo todo ou quase todo o, abdómen, como nos Scutelleridae e em Thyreocoridae; tíbias raramente espinhosas; quando espinhosas, o corpo não é completamente negro como nos Cydnidae.

## Alguns Géneros
- Palomena
- Halyomorpha
- Pentatoma
- Agonoscelis
- Eysacoris
- Rhaphigaster
- Nezara
- Poecilometis

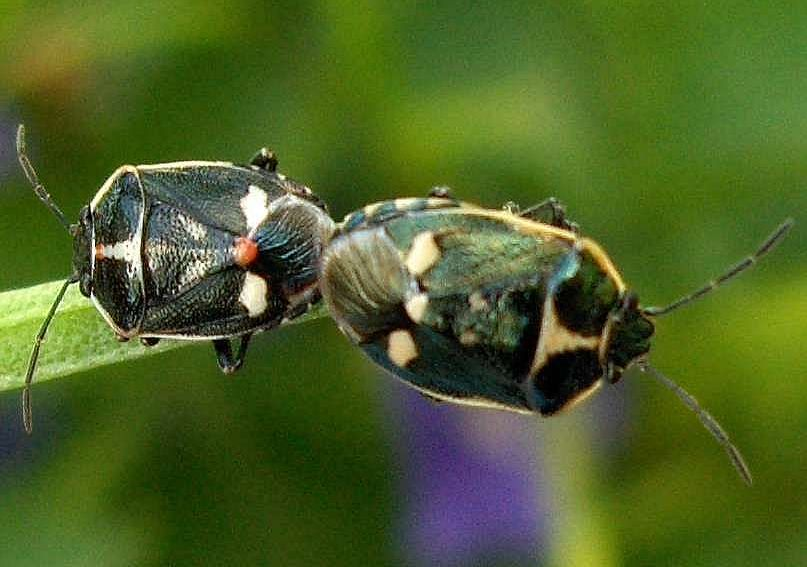
Eurydema oleracea
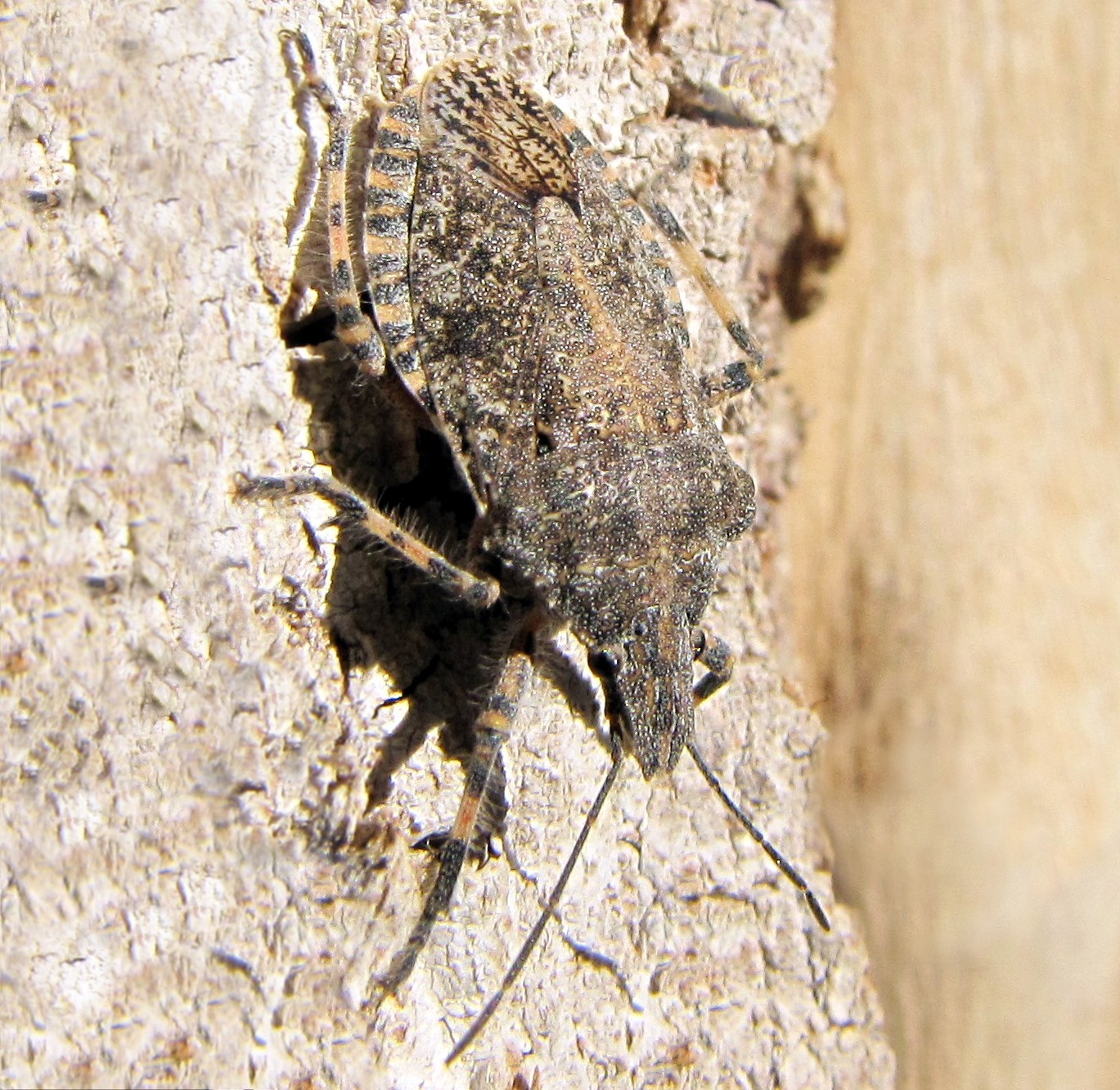
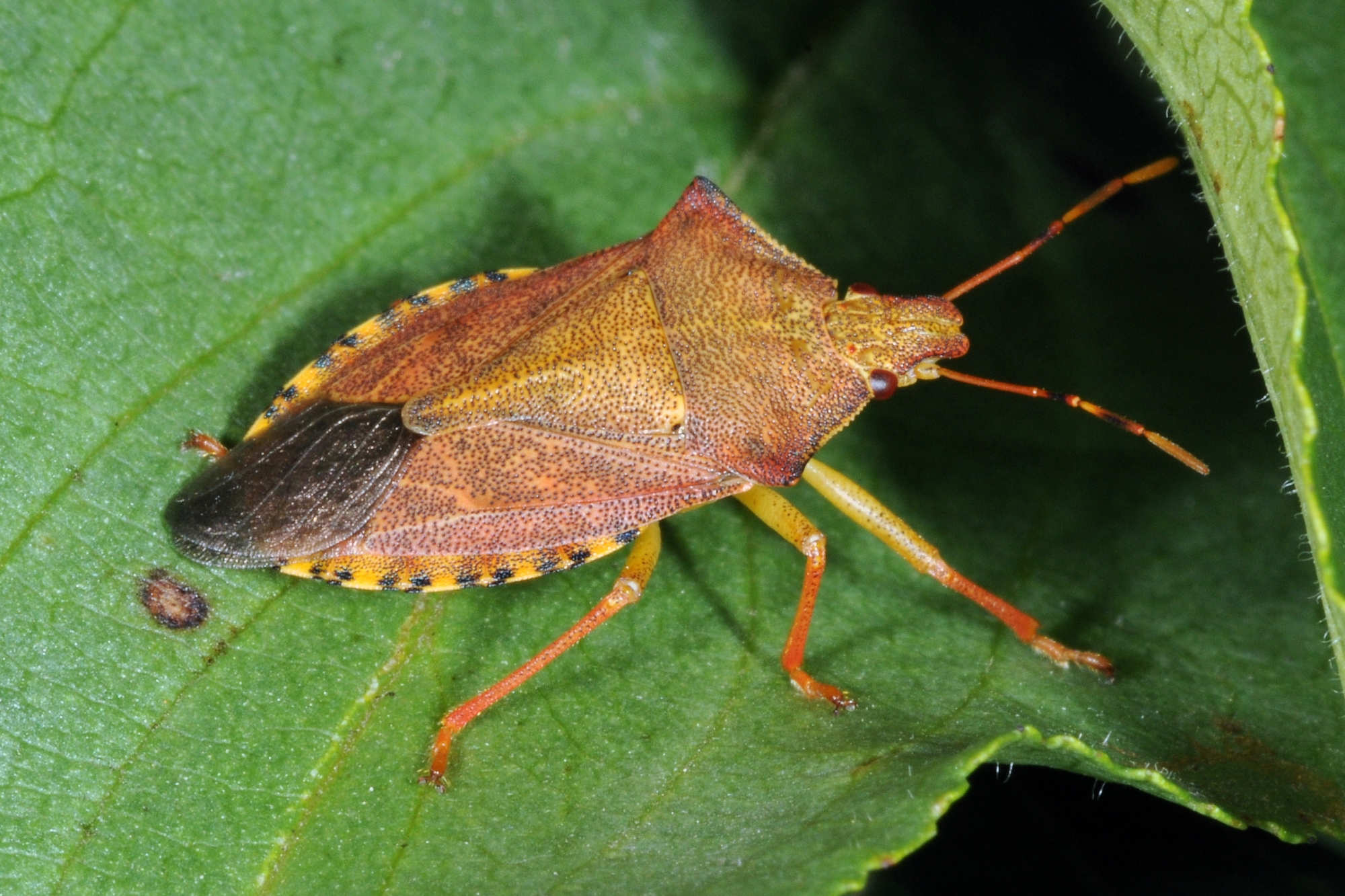
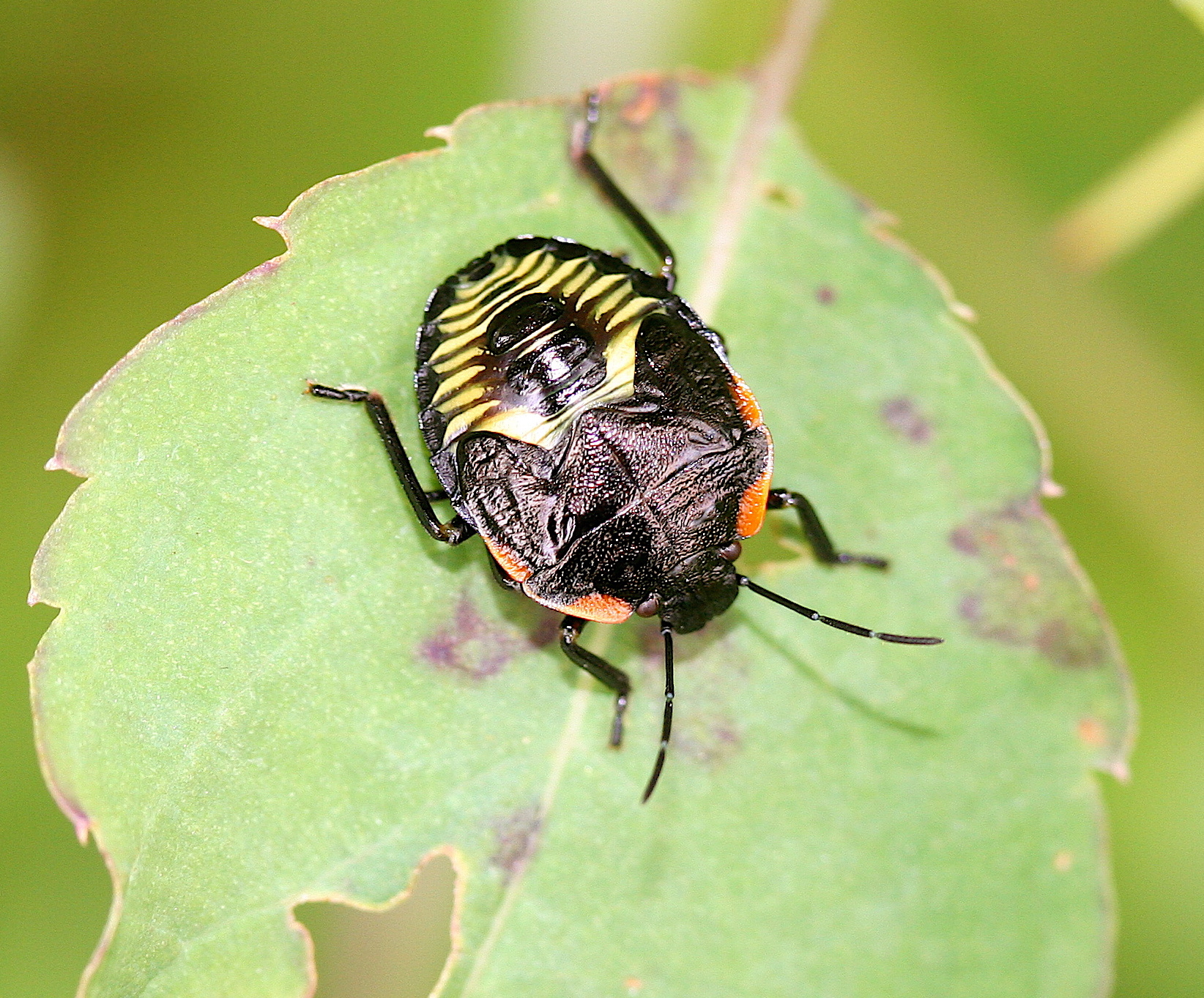
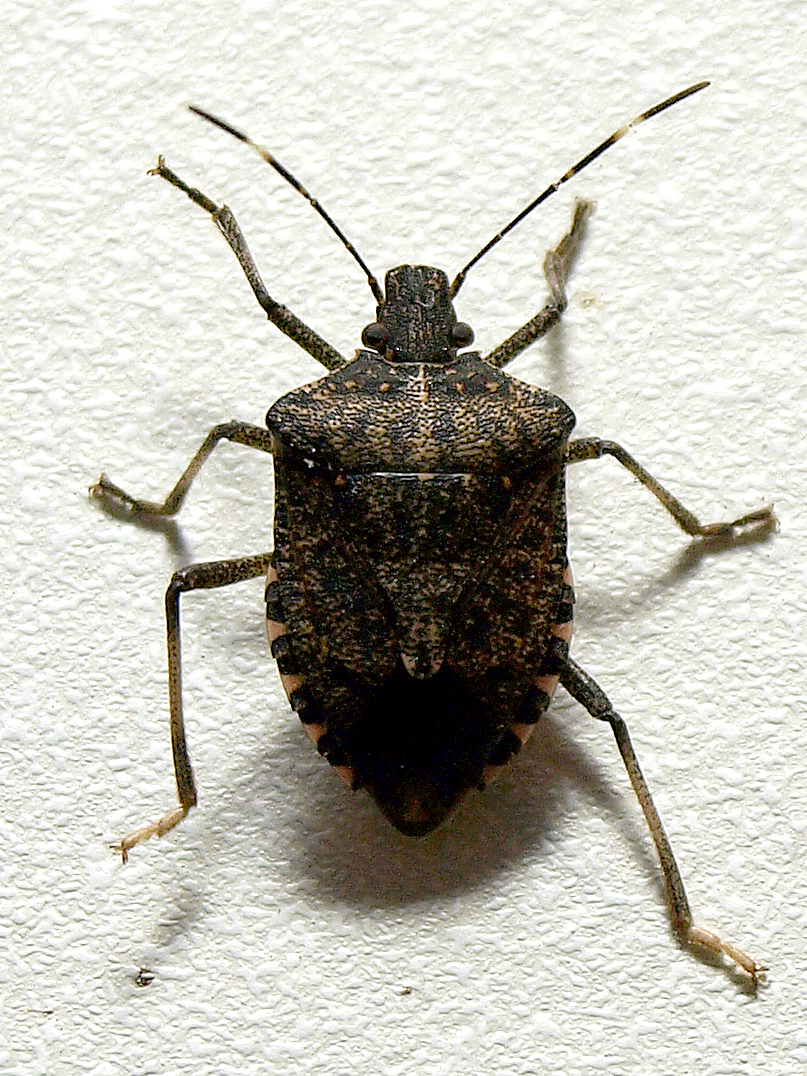
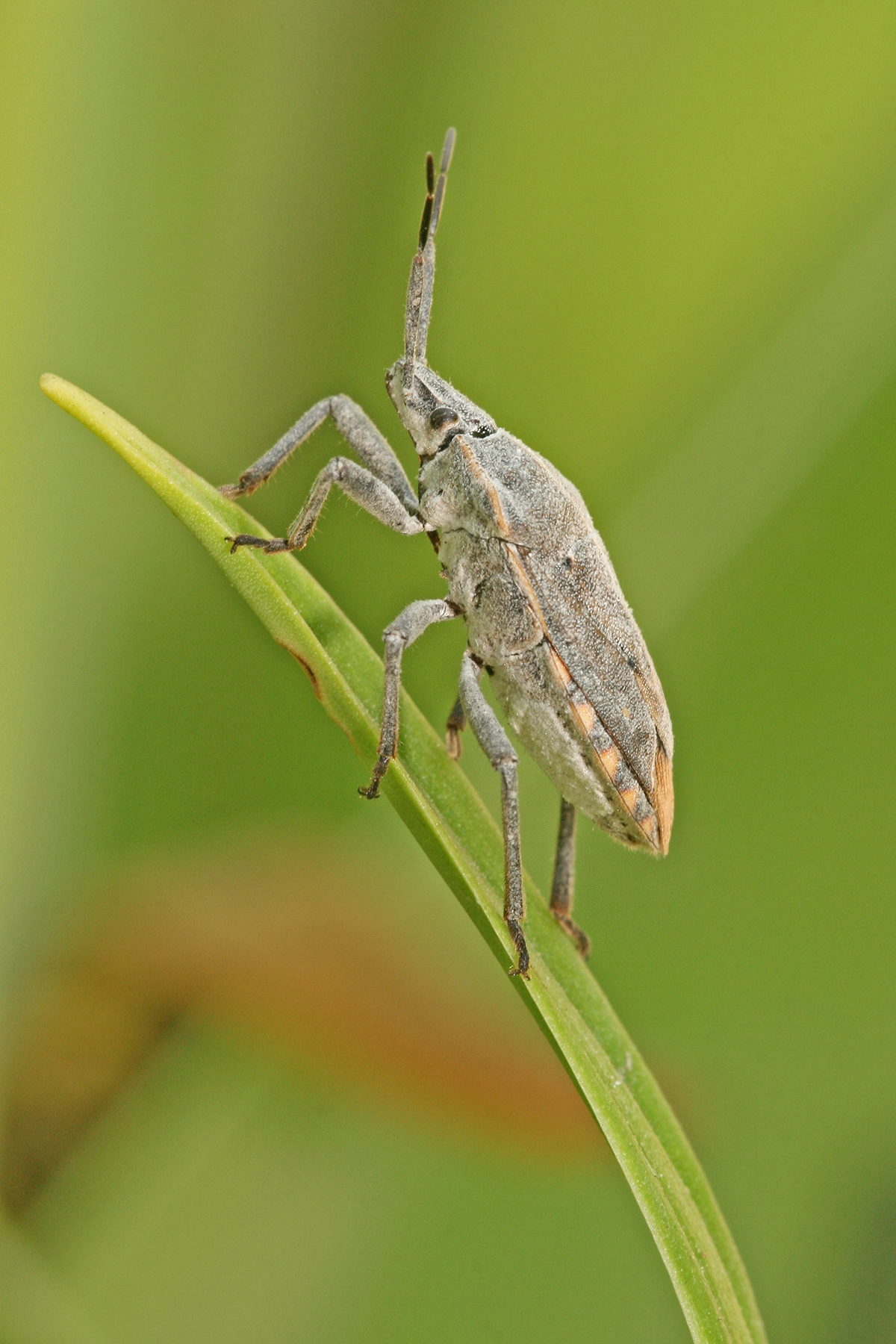
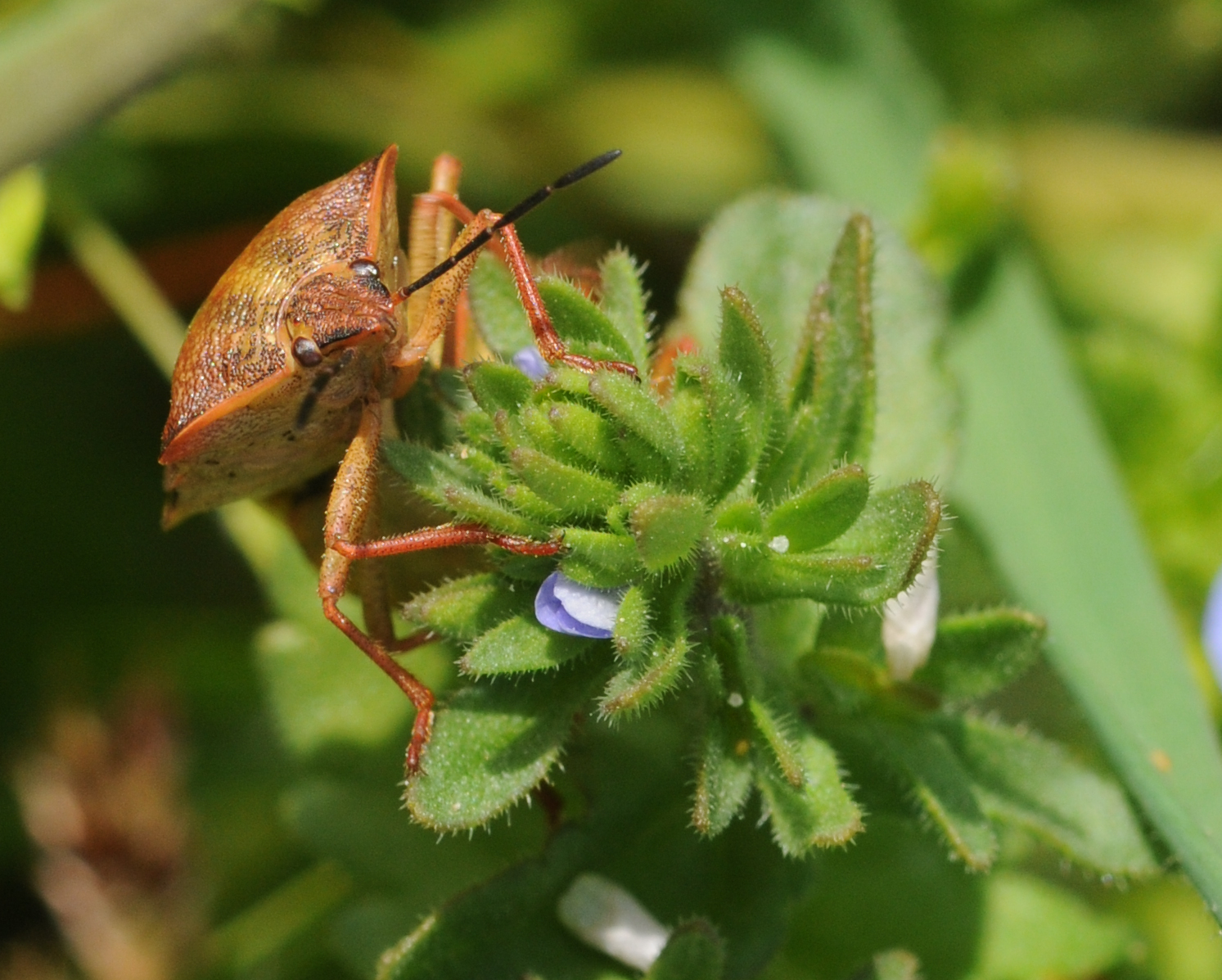
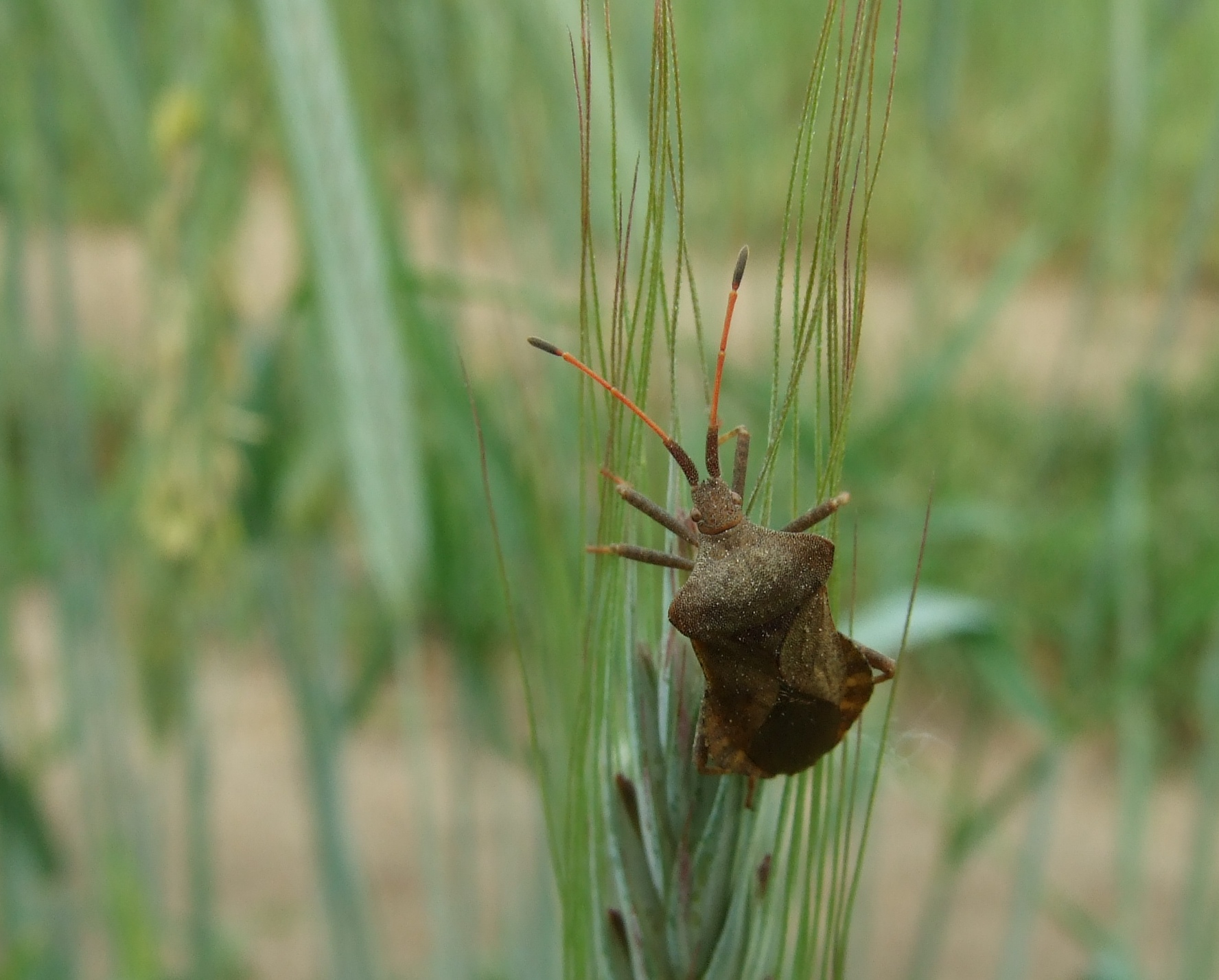
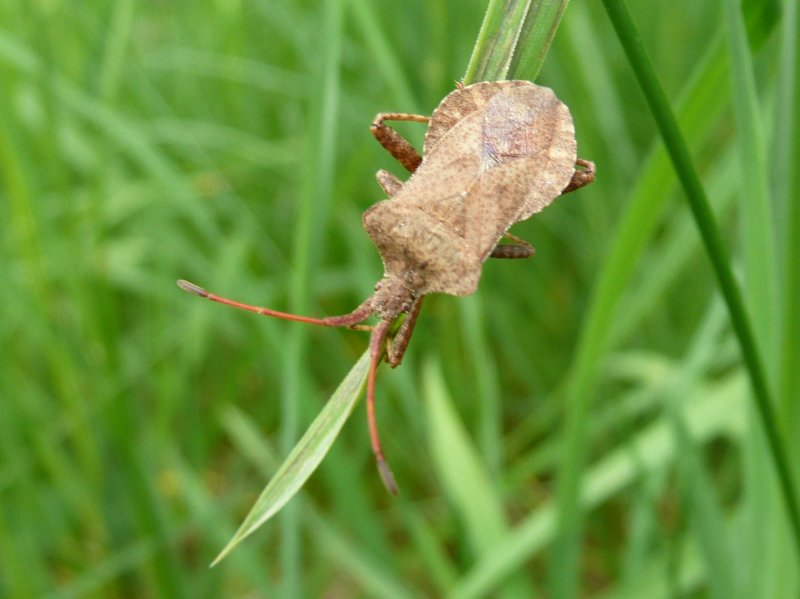